# Деревня геев (Монреаль)
Деревня геев (англ. Gay Village, фр. Le Village gai), или просто Деревня (англ. The Village, фр. Le Village) — гей-квартал в Монреале — часть микрорайона Сентр-Сюд в боро Виль-Мари.

## Территория
Квартал находится в полутора километрах к востоку от центра Монреаля, на востоке от Латинского квартала и на юге от парка Лафонтен. Деревня является социальной, а не административной единицей, поэтому не имеет официальных границ. Она занимает улицу Сент-Кэтрин, между станциями метро Берри-УКАМ, Бодри и Папино. На карте представлена в виде большого четырехугольника, образованного улицей Берри (или улицей Сен-Юбер) на западе, улицей Шербрук на севере, проспектом Делоримье на востоке и проспектом Вижер (или бульваром Рене-Левеск) на юге. Подзаконные акты Корпорации коммерческого развития квартала, определяют его территорию следующим образом: улица Сент-Кэтрин, между улицами Берри и Картье, а также улица Адедеган между бульваром Рене-Левеск и улицей Робен. Деревня геев отмечена на официальной карте города.

## Ландшафт
В окрестностях Деревни расположены несколько городских парков — Эспуар, Раймонд-Блен и Ветеранов. Квартал характеризуется разнообразным городским пространством. Художественные инициативы местных жителей улучшают визуальную среду застройки. Вход на станцию метро Бодри, которая находится в самом центре Деревни, украшен радужными колоннами. Фасад старого кинотеатра «Уимтоскоп» покрыт гигантским граффити работы Зелона, написанным им между 2010 и 2013 годами. В квартале есть несколько фресок, среди которых особенно выделяются фрески на зданиях номер семь и восемь по улице Амхерст — «Реставрация!» кисти Брайана Кита Ланье и «50 пирожных геев» кисти Кашинк.
Улица Сент-Кэтрин является пешеходной всё лето. Такой она стала после проведения в 2006 году в Монреале международных спортивных игр Аутгеймс, когда по предложению Корпорации коммерческого развития квартала улица была закрыта для автомобильного движения на участке между улицами Берри и Папино с мая по сентябрь. Арт-проект «Открытое небо» над улицей Сент-Кэтрин и зона Национального Банка упоминаются в международных путеводителях в качестве достопримечательностей Монреаля. Художественными достопримечательностями квартала также являются двадцать три гигантских фотопанели на улице Сент-Кэтрин между улицей Сен-Юбер и проспектом Папино и дизайнерские надписи на площади Дюпюи. Территория парка Серж-Гарэн, у входа на станцию метро Бодри, был застроена в 2013 году. Осенью 2015 года был пересмотрен городской закон о зонировании, для того чтобы разрешить в Деревне строительство домов в шестнадцать и двадцать пять этажей.

## История
До основания гей-квартала в этой части микрорайона Сентр-Сюд селились представители рабочего класса, чей достаток был ниже среднего. С 1970-х годов микрорайон стал постепенно заселяться представителями ЛГБТ-сообщества. В середине 1970-х годов первые поселенцы из числа гомосексуальных мужчин и женщин появились в домах на территории бывшего квартала Фобур-а-м’лассе. Они селились у магазина эротической одежды «Приап», который был открыт в 1974 году в здании номер 13 на бульваре Де Мезоннёв и у ночного клуба «Коробка кверху», открытого в 1975 году на углу улиц Сент-Кэтрин и Александр-де-Сев. В этом клубе проходили музыкальные представления трансвеститов и проводились дискотеки. В течение нескольких лет заведение оставалось единственным баром в этой части улицы Сент-Кэтрин, с немногочисленными магазинами и, наоборот, многочисленными заброшенными домами, которые занимали бездомные.
До возникновения Деревни гей-кварталом в Монреале считалась территория между улицами Стэнли и Этуотер и бульваром Сен-Лоран, которую иногда называют  Деревней геев на западе. Однако перед летними Олимпийскими играми 1976 года городские власти провели здесь ряд рейдов, направленных против ЛГБТ; были закрыты несколько гей-баров и ночных клубов. Полицейские рейды спровоцировали усиление движения за права гомосексуальных людей. Для обеспечения  собственной безопасности представители ЛГБТ-сообщества начали селиться компактно. Рейд полиции в октябре 1977 года на клубы «Мистик» и «Транкс», в ходе которого были арестованы 144 человека, способствовал экономическому упадку Деревни геев на западе. Наоборот, рост аренды в центральных районах Монреаля в начале 1980-х годов, привёл к развитию коммерческого сектора в будущей Деревне на востоке. В 1982 году здесь были открыты бар «Ле Дьё Р» и ночной клуб «1681». В 1983 году — «Нормандская таверна», бар «Макс» на улице Сент-Кэтрин, недалеко от станции метро Бодри и центр мужской эстетики «Физотек» на соседней улице Амхерст. Квартал быстро стал популярным среди представителей ЛГБТ в Монреале и стал называться Новой деревней на востоке. В 1984 году с закрытием бара «Бад» Деревня геев на западе фактически прекратила существование. Несколько гей-заведений остались в квартале Фабур-Сен-Лоран. Новая деревня на востоке стала экономическим и социальным центром ЛГБТ-сообщества в Монреале и Квебеке. В 1984 году здесь начали издавать журнал «Фуге». В 1987 году открылась медицинская клиника «л’Актуэль».
Преследование гомосексуальных людей в Монреале окончательно прекратились в начале 1990-х годов. В 1998—1999 годах Монреальская транспортная корпорация, в рамках ремонтных работ, украсила фасад станции метро Бодри радужной символикой, что стало официальным признанием со стороны властей за территорией статуса гей-квартала. В 2006 году была основана Корпорация коммерческого развития квартала. С тех пор территория микрорайона неоднократно облагораживались, благодаря инвестициям правительства Квебека и города Монреаль. Современные действия официальных властей способствуют развитию толерантности в Квебеке и ЛГБТ-культуры в Монреале, ставшей туристической достопримечательностью города. Во время международных игр «Аутгеймс», проходивших в Монреале с 29 июля по 5 августа 2006 года под названием «Рандеву в Монреале 2006», Деревня была центром многочисленных мероприятий. Квартал посетили почти 11 000 участников и более 250 000 туристов. Международные игры «Аутгеймс» стали крупнейшими спортивными соревнованиями в истории города после летних Олимпийских игр 1976 года. Однако коммерческая составляющая этих игр не была успешной.

## Администрация
На муниципальном уровне квартал входит в избирательный округ Сен-Жак и является частью боро Виль-Мари. Чтобы подчеркнуть важность Деревни для города глава боро Виль-Мари установил радужный флаг в зале заседаний. На провинциальном уровне квартал относится к избирательному округу Сент-Мари-Сен-Жак (бывший Сен-Жак). На федеральном — к избирательному округу Лорье-Сент-Мари (ранее Сент-Мари). В 1970—1983 годах и с 1985 года квартал представлен в Национальной ассамблее Квебека членами Квебекской партии, в числе которых были гомосексуалы Клод Шаррон и Андрэ Булерис. В 2014 году квартал в парламенте представляла лесбиянка Манон Массе.

## Экономика
В Деревне находится много магазинов и организаций, предоставляющих услуги гомосексуальным людям. Хорошо развит туристический сектор. Есть много баров и ночных клубов, три крупных развлекательных комплекса. Большой выбор магазинов, ресторанов, кафе, пансионатов и отелей. Здесь также находится много мужских саун и бань. Некоторые заведения ориентированы исключительно на местных клиентов: аптеки, супермаркеты, круглосуточные магазины и профессиональные юридические услуги.
Корпорация коммерческого развития квартала представляет интересы предпринимателей в Деревне с 2006 года. Работа организации нацелена на улучшение повседневной жизни и пространства, отведенного для культуры. Ею были реализованы проекты «Пешеходная улица Сент-Кэтрин» в 2006 и «Открытое небо» в 2008 годах. Мероприятия по развитию Деревни финансируются на 85% местными предприятиями и на 15% местным населением. Уровень вакантных площадей для коммерческих помещений снизился с 22% до 6%. Корпорация работает с сообществом, местной полицией и уличными работниками, принимая во внимание особый социальный контекст квартала. С появлением интернета в заведениях наблюдается сокращение численности посетителей-гомосексуалов. Кроме того, ЛГБТ-люди чувствуют себя комфортно и в других районах Монреаля. Большинство предпринимателей в Деревне не владеют своими помещениями и сталкиваются с проблемой долгосрочной аренды из-за спекуляций с недвижимостью в микрорайоне.

## Культура
Деревня геев, наряду с Пляс-де-Артс, является важным культурным центром Монреаля. В квартале действовал первый постоянный кинотеатр в Канаде — «Уимтоскоп». Здесь находится ряд театральных и концертных площадок, в том числе Фабрика С, Национальный театр, театр Просперо и театр Золотой лев, офисы крупных квебекских радио- и телевизионных студий —Канадской телерадиовещательной корпорации и TVA, а офис Теле-Квебек находится немного к востоку от квартала.
Книжный магазин для ЛГБТ «Любовь втроём» работал до 2008 года. В 2016 году в квартале открылся книжный магазин «Эжильённ», специализирующийся на литературе феминистического характера. Ежегодно в июне здесь проходит Монреальский международный фестиваль искусств. В Деревне расположены Квебекский гомосексуальный исторический архив, музей городского быта и художественные галереи Дэнтер и Бланш.